# Frank Arnau
Frank Arnau (Wenen, 9 maart 1894 - München, 11 februari 1976) was een Duitse schrijver van misdaadverhalen. Zijn werkelijke naam is Heinrich Schmitt.

## Biografie
Geboren als de zoon van een hotelmanager begon Frank Arnau zijn literaire carrière als journalist.
Tijdens de politieke opkomst van Hitler emigreerde hij als doorgewinterde tegenstander van het nationaalsocialisme in 1933 naar Frankrijk en in 1939 naar Brazilië, waar hij tot 1955 verbleef. Daar was hij actief als journalist en freelance schrijver. Na zijn terugkeer naar Duitsland werkte hij als freelance schrijver voor het Duitse magazine Stern.
Arnau schreef meer dan honderd boeken en was voorzitter van de Duitse liga voor de mensenrechten.
Hij schreef zowel toneelstukken, romans, misdaadverhalen als kritische studies over de maatschappij en het juridisch systeem.
In 1934 beschreef hij in zijn roman Die braune Pest (De bruine plaag) de opkomst van het nazisme.

### Misdaad fictie
- 1929 Der geschlossene Ring
- 1933 Männer der Tat
- 1944 Die Maske mit dem Silberstreifen
- 1953 Auch sie kannten Felix Umballer
- 1956 Pekari Nr 7
- 1957 Tanger nach Mitternacht
- 1957 Verwandlung nach Mitternacht
- 1957 Mordkommission Hollywood
- 1957 Der geschlossene Ring
- 1958 Nur tote Zeugen schweigen
- 1958 Jenseits aller Schranken
- 1958 Heißes Pflaster Rio
- 1959 Nur tote Zeugen schweigen
- 1959 Lautlos wie sein Schatten (New York na middernacht)
- 1960 Der perfekte Mord (Hamburg na middernacht)
- 1960 Der letzte Besucher
- 1960 Das andere Gesicht
- 1961 Die Dame im Chinchilla (De vrouw in chinchilla)
- 1962 Heroin AG
- 1962 Im Schatten der Sphinx
- 1963 Der Mord war ein Regiefehler
- 1963 Schuss ohne Echo
- 1963 Verwandlung nach Mitternacht
- 1965 Mit heulenden Sirenen
- 1968 Das verbrannte Gesicht
- 1984 Das verschlossene Zimmer (postuum)

### Andere werken
- 1934 Die braune Pest
- 1962 Im Schatten der Sphinx
- 1964 Kunst der Fälscher, Fälscher der Kunst
- 1964 Warum Menschen töten
- 1966 Jenseits der Gesetze
- 1967 Die Straf-Unrechtspflege in der Bundesrepublik
- 1971 Tatmotiv Leidenschaft
- 1972 Lexikon der Philatelie (Ned. vert. Filatelie in klein bestek. Bruna, 1966)
- 1972 Gelebt, geliebt, gehasst (autobiografie)
- 1974 Watergate - Der Sumpf

## Film
- 1931 Kampf
- 1932 Täter gesucht (roman "Der geschlossene Ring")